# Jean Paul
Pour les articles homonymes, voir Jean-Paul et Richter.
Pour l’article ayant un titre homophone, voir Jean-Pol.
Johann Paul Friedrich Richter, né le 21 mars 1763 à Wunsiedel et mort le 14 novembre 1825 à Bayreuth, mieux connu sous le pseudonyme de Jean Paul (en allemand : /ʒɑ̃ paʊl/ ), est un écrivain allemand.

## Biographie
Né en 1763 d'un père instituteur et organiste, il entre en 1781 à l'université de Leipzig pour y suivre des études de théologie. Il publie ses premières pièces satiriques. Période difficile (décès de son père et suicide de son frère, difficultés financières). En 1787, il trouve un poste de précepteur qui lui permet d'améliorer sa situation matérielle.
À la suite d'une crise spirituelle au cours de laquelle il lui semble frôler la mort, il écrit le roman La loge invisible qui rompt avec le style satirique de ses premières pièces. Il adopte pour l'occasion le pseudonyme de Jean Paul en hommage à Jean-Jacques Rousseau. Ce roman ainsi que les suivants établissent sa réputation en tant qu'auteur.
En 1796, il s'établit à Weimar, capitale littéraire de l'époque, où il côtoie Goethe et Schiller, et se lie à Charlotte von Kalb. En 1797, il retrouve l'écrivaine Emilie von Berlepsch à Franzensbad qu'il connaît déjà depuis plusieurs mois. Ils entretiennent une relation amoureuse et se fiancent en janvier 1798, mais les fiançailles sont rompues le mois suivant.
En 1800, il se rend à Berlin où il rencontre Karoline Meyer qu'il épouse l'année suivante. Il se lie d'amitié avec les frères Schlegel, Tieck et Fichte. Sa renommée est alors très grande.
Ses romans suivants, Titan et Flegeljahre, reçoivent cependant un accueil plus mitigé. En 1804 Jean Paul et son épouse quittent Berlin pour s'établir finalement à Bayreuth où ils mènent une vie plus retirée. À la mort de son fils en 1821, il abandonne la rédaction de son dernier roman, La Comète. Il meurt des suites d'un œdème en 1825.

## Œuvre

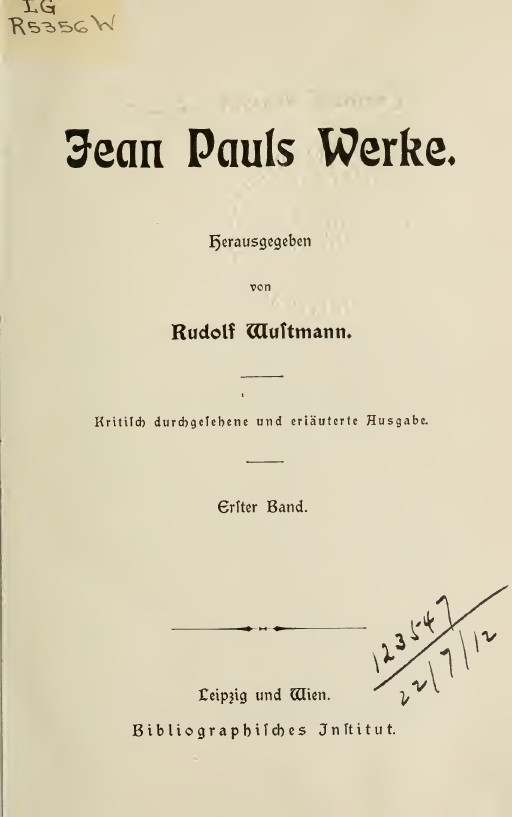
Titan. 1.

L'œuvre de Jean Paul comporte de nombreux aspects parfois contradictoires. Admirateur de Laurence Sterne, il partage son goût pour la fantaisie, les digressions, la satire, mais aussi pour le sentimentalisme. À ces caractéristiques s'ajoutent des thèmes typiques du romantisme allemand : fantastique, mysticisme, goût du tragique. Enfin, ses éloges de la vie bourgeoise et de la résignation l'apparentent au style Biedermeier.
Son style se caractérise par l'accumulation de périphrases et de circonlocutions ironiques et de fréquents clins d'œil au lecteur. Ses romans reprennent la structure typique du Bildungsroman mais multiplient les digressions et les bifurcations labyrinthiques. Il se rapproche en cela de son contemporain E. T. A. Hoffmann. Son écriture ironique permet de donner l'impression d'un auteur maître de son récit.
Il est un des premiers auteurs, avec Lichtenberg, à se servir de ses rêves comme matériaux littéraires. Les rêves de Jean Paul, abondants et restant la partie la plus célèbre de son œuvre, se caractérisent par des visions célestes et métaphysiques, des envolées vers l'éternité, la contemplation lyrique d'étendues paradisiaques et de la pluralité des mondes, des élans enthousiastes vers l'Infini, des figures angéliques et des retrouvailles cosmiques. Cette sensibilité aigüe, nostalgique d'un au-delà lumineux mais aussi du paradis perdu de l'enfance, imprègne toute l'esthétique de Jean Paul et se conjugue avec une forte sentimentalité attentive à l'amour et à la souffrance humaine, qui lui fera par ailleurs produire des textes d'une symbolique forte et d'un lyrisme intense qui annoncent le romantisme.
Jean Paul connaît un très grand succès populaire de son vivant, bien que certains critiques lui reprochent son pédantisme d'autodidacte et son humour railleur. Il a une influence considérable sur le compositeur Robert Schumann (Papillons), ainsi que sur la première symphonie de Gustav Mahler, l'amour qu'a voué à l'homme de lettres le compositeur a valu le surnom de « Titan » à cette première symphonie. L'œuvre de Jean Paul est aujourd'hui tombée dans un relatif oubli, hormis en Allemagne, où elle est prisée par des auteurs avant-gardistes tels qu'Arno Schmidt.
En France, il est notamment popularisé par Le songe, traduction approximative faite par Mme de Staël du Discours du Christ mort extrait du Siebenkäs. Cette traduction trouve un écho chez nombre d'auteurs, de Victor Hugo à Ernest Renan et Leconte de Lisle. La traductrice ayant omis la fin du texte où le narrateur se réveille et se met à prier, Le Songe a été souvent interprété comme une profession d’athéisme, alors qu'il s'agit plutôt d'un « cauchemar athée » où le Christ apparaît aux morts en annonçant n'avoir trouvé Dieu nulle part dans les infinités du Ciel, et dans lequel l'auteur nous fait part de son angoisse métaphysique. Gérard de Nerval s'est inspiré de ce même texte pour son poème Le Christ aux Oliviers, paru dans L'Artiste le 31 mars 1844.
D'après l'Encyclopædia Universalis, la possibilité existe qu'il ait écrit Les Veilles (Nachtwachen, 1804) sous le nom de plume Bonaventura.
Il est par ailleurs l'un des premiers à défendre la philosophie de Schopenhauer, dont il loue Le monde comme volonté et comme représentation.

## Œuvres
- Abelard und Heloise, 1781.
- Procès Groënlandais, chroniques satiriques, publiées en 1783 sous le pseudonyme J. P. F. Hasus.
- Choix des papiers du Diable, chroniques satiriques, 1789 sous le pseudonyme J. P. F. Hasus.
- L'Éclipse de Lune, 1791. a été adaptée en français par Gérard de Nerval ; voir Les Romantiques allemands d'Armel Guerne, Desclée de Brouwer, 1956 et 1963 ; rééd. Phébus, 2004.
- La Loge invisible, une biographie, (roman), 1791-1793. trad. fr. Geneviève Bianquis, Paris, José Corti, 429 p., 1965
- Vie de Maria Wutz (litt. La Vie du brave maître d'école Maria Wuz à Auenthal, une sorte d'idylle), appendice comique de la Loge invisible, 1793. Aubier-Montaigne, Paris, 1979
- Hesperus, roman, 1795. trad. fr. Albert Béguin, Paris, Stock, 1930 ; rééd. Léo Scheer, préf. Linda Lê, 608 p., 2007  (ISBN 978-2756100852)
- Voyage du Professeur Fälbel et de ses réthoriciens au Fichtelberg, appendice comique de Quintus Fixlein, 1795. Aubier-Montaigne, Paris, 1979
- Quintus Fixlein (litt. Vie de Quintus Fixlein, extrait de quinze caisses de feuillets et autres jus de tablette), roman, 1796. trad. fr. Alzir Hella & Olivier Bournac, Paris, Stock, 1925 ; rééd. Aubier-Montaigne, Paris, 1993  (ISBN 978-2700701517)
- Siebenkäs (litt. Fleurs, fruits et épines ou vie conjugale, mort et mariage de l'avocat des pauvres F. St. Siebenkäs), roman, 1796–97.
- Der Jubelsenior, idylle, 1797 Le Jubilé, trad. fr. Albert Béguin, Paris, Stock, 1930
- Das Kampaner Tal, idylle, 1797.
- Rede des toten Christus vom Weltgebäude herab, dass kein Gott sei, inclus dans Siebenkäs. traduit partiellement par Germaine de Staël en Un songe, Discours du Christ qui n'aurait pas de Père et Le chercherait ; puis entièrement par Loève-Veimars, sous le titre La dernière heure. Vision paru dans La Revue de Paris du 4 juillet 1830 ; puis par Albert Béguin
- Konjektural Biographie (récit), 1798. Biographie conjecturale, trad. fr. & postf. Rolland Pierre, Paris, Aubier-Montaigne, coll. Palimpseste, 181 p., 1981
- Titan (roman), 1800–1803. trad. fr. sous la direction de Geneviève Espagne, 2 tomes, Lausanne, L'Âge d'Homme, 467 p., 1990  (ISBN 978-2700304923)
- Journal de bord de l'aéronaute Gianozzo, appendice comique du roman Titan, 1801. Aubier-Montaigne, Paris, 254 p., 1992  (ISBN 978-2700700190)
- Cours préparatoire d'esthétique (Vorschule der Aesthetik), essai, 1804. trad. fr. Alexandre Büchner & Léon Dumont, Paris, Auguste Durand Libraire-Éditeur, 1862 ; nouvelle trad. L'Âge d'Homme, Lausanne, traduction et annotation de Anne-Marie Lang et Jean-Luc Nancy, 315 p., 1979  (ISBN 978-2825123607)
- Flegeljahre, roman, 1804–1805.
- Freiheitsbüchlein, 1805.
- Levana ou Traité d'éducation, essai, 1807. trad. fr. & éd. critique par Alain Montandon de l'édition allemande de 1811, Paris, Classiques Garnier, coll. Textes du monde, 380 p., 2024  (ISBN 978-2406169611)
- Des Feldpredigers Schmelzle Reise nach Flätz mit fortgehenden Noten; nebst der Beichte des Teufels bey einem Staatsmanne, satire, 1809.
- Le Voyage aux bains du Dr. Katzenberger (roman), 1809. trad. fr., préf. & notes de Geneviève Espagne, Lausanne, L'Âge d'homme, 262 p., 1986
- Leben Fibels, des Verfassers der Bienrodischen Fibel, 1812. La Vie de Fibel, trad. fr. Robert Kopp et Claude Pichois, Paris, 10/18, 318 p., 1967
- Mars und Phöbus, 1814.
- La Comète (roman), 1820–22.
- Selberlebensbeschreibung, autobiographie, fragments, posthume, 1826.
- Selina, roman fragmentaire, posthume, 1827.

### Éditions françaises diverses
- Pensées, trad. fr. Édouard Lelièvre de La Grange, Paris, F. G. Levrault, Paris, 1836 ; rééd. Pocket, coll. Agora, Paris, introd. d'Eryck de Rubercy, 464 p., 2016  (ISBN 978-2266267847)
- Oeuvres diverses, étude & trad. fr. Émile Rousse, Paris, Hachette, 482 p., 1885.
- La Vallée de Campan, trad. fr., notes et postf. Geneviève Espagne, Tusson, Charente, Du Lérot, coll. Transferts, 232 p., 1992  (EAN 2650002905841)
- Choix de rêves, trad. fr. Albert Béguin, introd. Claude Pichois, postf. John E. Jackson, Paris, José Corti, coll. Romantique No 8, 256 p., 1992  (ISBN 978-2-7143-0762-0)
- Mon enterrement vivant et autres textes, trad. fr. Nicolas Briand, Paris, José Corti, coll. Romantique, 342 p., 1992  (ISBN 978-2-7143-0528-2)
- Éloge de la bêtise, trad. fr. Nicolas Briand, préf. Hermann Hesse, Paris, José Corti, coll. Romantique, 256 p., 1993  (ISBN 978-2-7143-0488-9)
- La Lanterne magique (florilège de pensées), trad. fr. Charles Le Blanc, Paris, José Corti, coll. Domaine romantique, 182 p., 2022  (ISBN 978-2-7143-1270-9)

## Réception musicale (sélection)

Salle de musique du lycée Jean-Paul à Hof, que l'écrivain fréquenta.

- Robert Schumann : Papillons pour le pianoforte seul, 1832.
- Johann Friedrich Kittl : Wär’ ich ein Stern, 1838.
- Robert Schumann : Blumenstück, 1839.
- Carl Grünbaum : Lied (Es zieht in schöner Nacht der Sternenhimmel), 1840.
- Ernst Friedrich Kauffmann (de) : Ständchen nach Jean Paul, 1848.
- Carl Reinecke : O wär’ ich ein Stern (de: Flegeljahre), 1850.
- Stephen Heller : Blumen-, Frucht- und Dornenstücke (Nuits blanches), 1850.
- Marta von Sabinin : O wär ich ein Stern, 1855.
- Ernst Methfessel (de) : An Wina, 1866.
- Gustav Mahler : Sinfonie Nr. 1 in D-Dur (Titan), 1889.
- Ferdinand Heinrich Thieriot : Leben und Sterben des vergnügten Schulmeisterlein Wuz, 1900.
- Hugo Leichtentritt (de) : Grabschrift des Zephyrs, 1910.
- Henri Sauguet : Polymetres, 1936.
- Eduard Künnecke : Flegeljahre, 1937.
- Karl Kraft : Fünf kleine Gesänge auf Verse des Jean Paul für Singstimme und Klavier, 1960.
- Walter Zimmermann : Glockenspiel für einen Schlagzeuger, 1983.
- Wolfgang Rihm : Andere Schatten (de: Siebenkäs), 1985.
- Oskar Sala (de) : Rede des toten Christus vom Weltgebäude herab, dass kein Gott sei, 1990.
- Iván Erőd : Blumenstück für Viola solo, 1995.
- Thomas Beimel (de) : Idyllen, 1998/99.
- Christoph Weinhart : Albanos Traum, 2006.
- Georg Friedrich Haas : Blumenstück (allemand : Siebenkäs), 2009.
- Ludger Stühlmeyer : Zum Engel der letzten Stunde (allemand : Das Leben des Quintus Fixlein), 2013.

## Honneur
L'astéroïde (14365) Jeanpaul est nommé en son honneur.